# North American XB-28 Dragon
El North American XB-28 Dragon (NA-63) fue un avión propuesto por North American Aviation para cubrir la gran necesidad del Cuerpo Aéreo del Ejército de los Estados Unidos de un bombardero medio de alta cota. Nunca entró en producción, siendo construidos solo dos prototipos. 

## Diseño y desarrollo

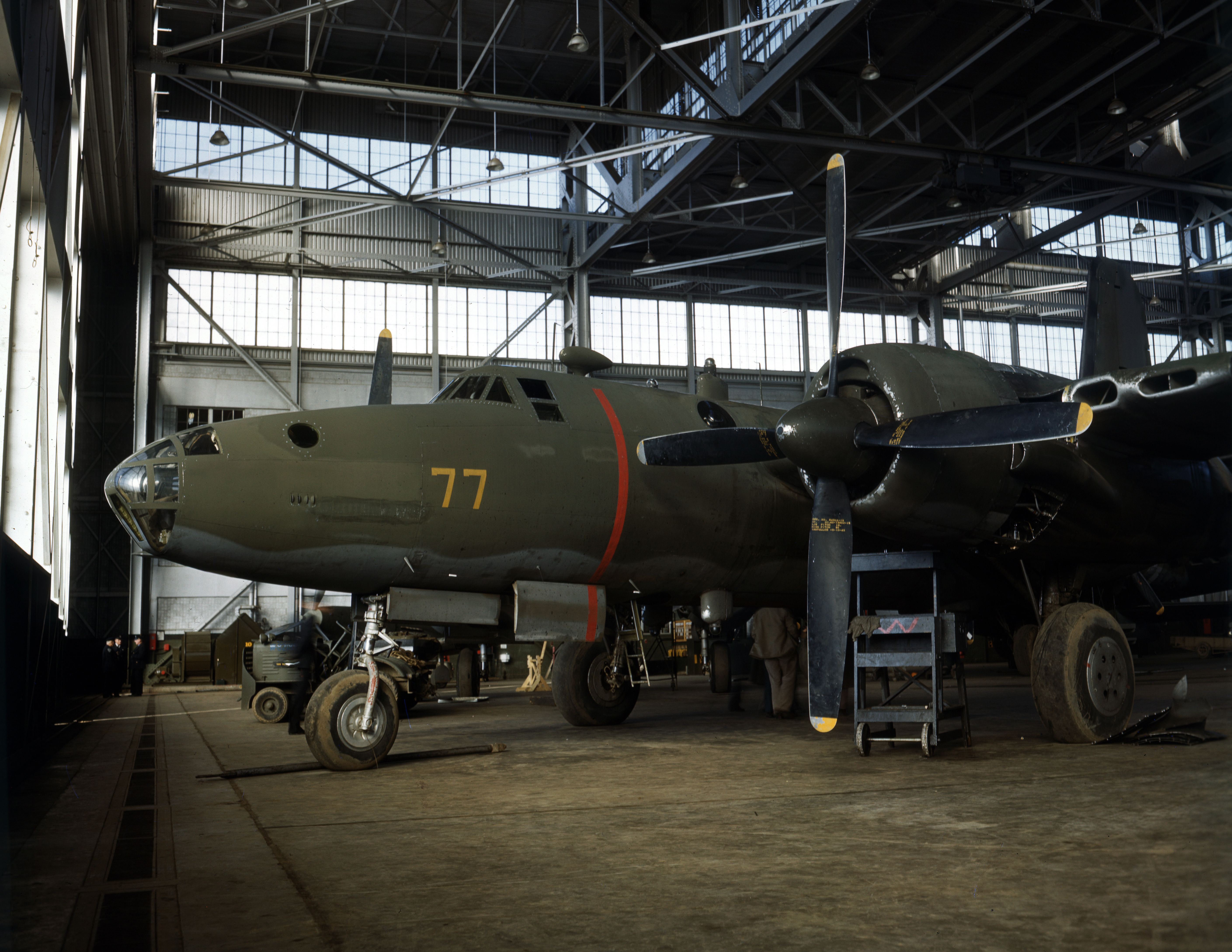
Imagen del North American XB-28

La orden para un bombardero medio de alta cota fue emitida el 13 de febrero de 1940; el XB-28 voló por primera vez el 26 de abril de 1942. El XB-28 estaba basado en el altamente exitoso B-25 Mitchell de North American Aviation, pero mientras evolucionaba se convirtió en un diseño completamente nuevo, recordando mucho más al Martin B-26 Marauder. Las configuraciones generales del B-25 y del XB-28 eran bastante similares; la diferencia más importante era que la cola doble del B-25 se cambió a una cola simple en el XB-28. Estaba entre los primeros aviones de combate con cabina presurizada.
El XB-28 demostró ser un excelente diseño, con prestaciones significativamente mejores que las del B-25, pero nunca fue puesto en producción. El bombardeo a alta cota era obstaculizado significativamente por factores tales como las nubes y el viento, que eran casos frecuentes en el Pacífico. Al mismo tiempo, los bombarderos medios se volvieron mucho más capaces a baja cota. Los beneficios en las prestaciones de los aviones que se conseguían con los vuelos a alta cota no se consideraron suficientes para cambiar desde el bombardeo a baja cota.

### Pruebas y evaluación
Aunque las Fuerzas Aéreas del Ejército rechazaron el XB-28 como bombardero, ordenaron otro prototipo. Designado XB-28A, estaba destinado a explorar la posibilidad de usarlo como avión de reconocimiento. El XB-28A se estrelló en el Océano Pacífico frente a la costa del sur de California después de que su tripulación saltase el 4 de agosto de 1943.

## Variantes
NA-63
Designación interna del XB-28.
XB-28
Prototipo de bombardero medio, uno construido (matrícula 40-3056).
NA-67
Designación interna del XB-28A.
XB-28A
Segundo prototipo con motores R-2800-27, uno construido (matrícula 40-3058).

## Operadores
Estados Unidos
- Fuerzas Aéreas del Ejército de los Estados Unidos

## Especificaciones (XB-28A)
Referencia datos: 

### Características generales
- Tripulación: Cinco
- Longitud: 17,2 m (56,3 ft)
- Envergadura: 22,1 m (72,5 ft)
- Altura: 6,7 m (22 ft)
- Superficie alar: 62,8 m² (675,9 ft²)
- Peso vacío: 11 601 kg (25 568,6 lb)
- Peso cargado: 16 222 kg (35 753,3 lb)
- Peso máximo al despegue: 17 751 kg (39 123,2 lb)
- Planta motriz: 2× motor radial de 18 cilindros en dos filas refrigerado por aire con turbosobrealimentador Pratt & Whitney R-2800-27.
  - Potencia: 1500 kW (2068 HP; 2040 CV) cada uno.

### Rendimiento
- Velocidad máxima operativa (Vno): 599 km/h (372 MPH; 323 kt) a 7600 m
- Velocidad crucero (Vc): 410 km/h (255 MPH; 221 kt)
- Alcance: 3283 km (1773 nmi; 2040 mi)
- Techo de vuelo: 10 600 m (34 777 ft)
- Régimen de ascenso: 5,6 m/s (1110 ft/min)
- Carga alar: 258,1 kg/m² (52,9 lb/ft²)

### Armamento
- Ametralladoras: 

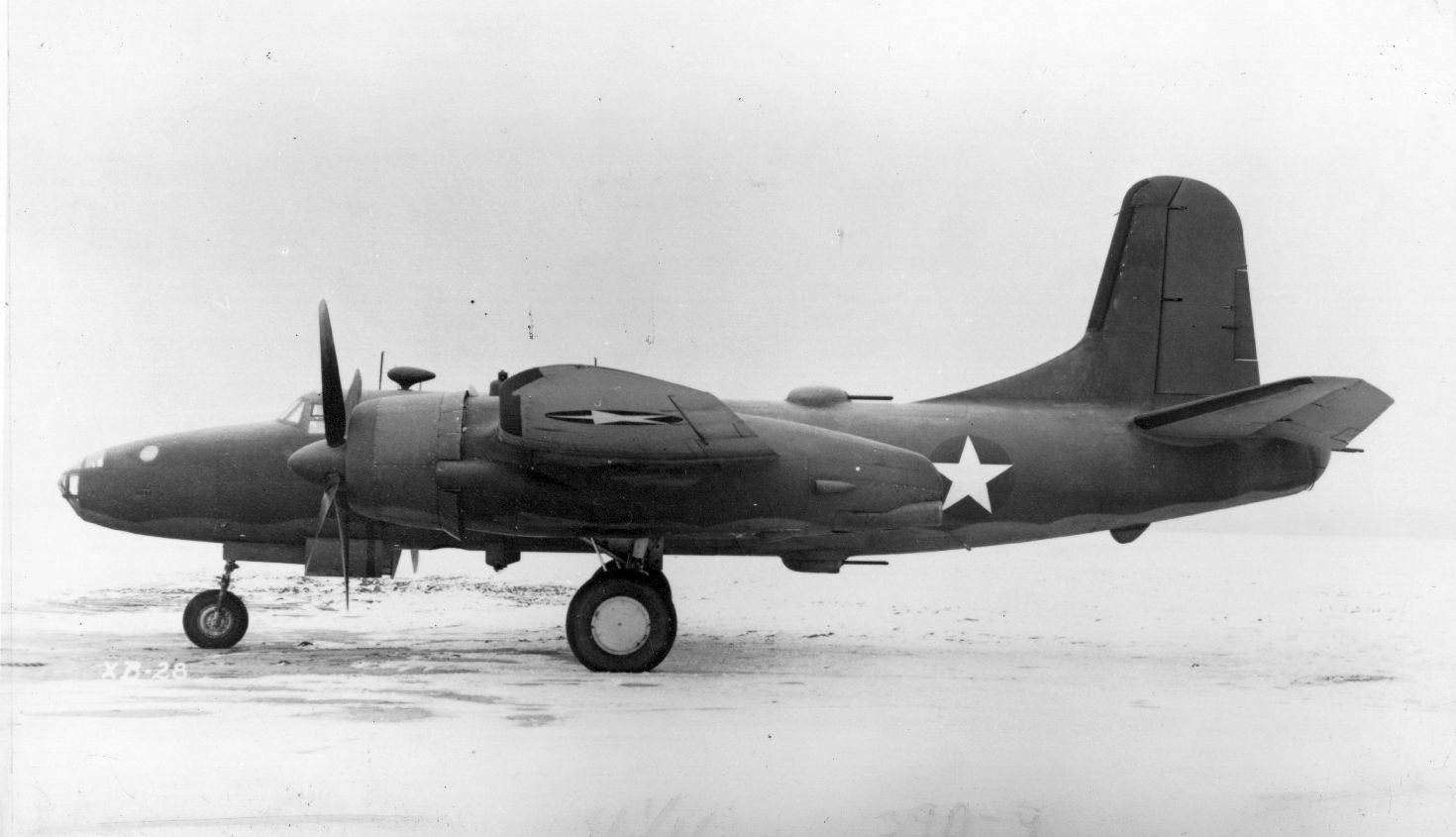
Vista lateral del North American XB-28.

  - 6x Browning M2 de 12,7 mm en torretas apuntadas remotamente
- Bombas: Carga normal de 910 kg, máxima de 1800 kg

## Aeronaves relacionadas

### Desarrollos relacionados
- North American B-25 Mitchell

### Aeronaves similares
- Focke-Wulf Fw 191
- Junkers Ju 288
- Martin B-26 Marauder
- Martin XB-27
- Martin XB-33 Super Marauder

### Secuencias de designación
- Secuencia NA-_ (interna de North American): ← NA-60 - NA-61 - NA-62 - NA-63 - NA-64 - NA-65 - NA-66 - NA-67 - NA-68 - NA-69 - NA-70 →
- Secuencia B-_ (Bombarderos del USAAC/USAAF/USAF, 1926-1962): ← B-25 - B-26 - B-27 - B-28 - B-29 - B-30 - B-31 →